# Ilka von Fabrice
Pour les articles homonymes, voir Fabrice.
Ilka von Fabrice, née le 28 juillet 1846 à Dresde et morte le 11 mai 1907 à Florence, est une peintre saxonne. Son pseudonyme est « Carl Freibach ».

## Biographie
Freiin Ilka von Fabrice naît en 1846 à Dresde. Elle est la fille d'Oswald von Fabrice et de la comtesse Helene von Reichenbach (1825-1898), qui est la plus jeune fille du prince-électeur Guillaume II de Hesse-Cassel et de sa seconde épouse Emilie Ortlöpp (en).
Elle reçoit des leçons de peinture de Franz von Lenbach. En 1882, elle est l'une des fondatrices de l'Association des femmes artistes de Munich. Ses œuvres sont  exposées, entre autres, aux Expositions internationales d'art de Munich en 1883 et en 1900 et de Dresde en 1897. Plus tard, elle vit et travaille en Toscane.
Son pseudonyme est « Carl Freibach ».
Elle meurt en 1907 à Florence.